# Ballyconneely
Ballyconneely is een plaats in het Ierse graafschap Galway. De plaats ligt op een schiereilandje aan de uiterste westkust. Ten westen van de plaats ligt Bunowen Castle, een kasteelruïne uit het eind van de vijftiende, begin zestiende eeuw.